# Костюков, Ярослав Олегович
Ярослав Олегович Костюков (род. 12 мая 1995, Димитровград, Ульяновская область) — российский биатлонист, призёр чемпионата России, двукратный чемпион мира среди юниоров. Мастер спорта России.

## Биография
Воспитанник димитровградского биатлона, первый тренер — В. М. Русанов. С 17-летнего возраста выступает за Санкт-Петербург и параллельным зачётом за Ульяновскую область.

### Юниорская карьера
На чемпионате мира среди юниоров 2014 года в Преск-Айле выступал среди 19-летних спортсменов, стал чемпионом в эстафете (вместе с Дмитрием Шамаевым и Виктором Плицевым) и в индивидуальной гонке, а также занял шестое место в спринте и пятое — в гонке преследования.
Победитель первенства России среди юниоров 2015 года в гонке преследования, в спринте на том же турнире был пятым. Чемпион России среди юниоров по летнему биатлону 2014 года в индивидуальной гонке.
В 2016 году принимал участие в чемпионате мира по летнему биатлону среди юниоров, стал 18-м в спринте и 12-м — в гонке преследования.

### Взрослая карьера
На чемпионате России 2017 года стал бронзовым призёром в командной гонке в составе сборной Санкт-Петербурга.
Становился призёром этапов Кубка России.